# Karl Diener
Karl Diener (zeitgenössisch Carl, * 11. Dezember 1862 in Wien; † 6. Jänner 1928 ebenda) war ein österreichischer Geologe, Paläontologe und Alpinist.

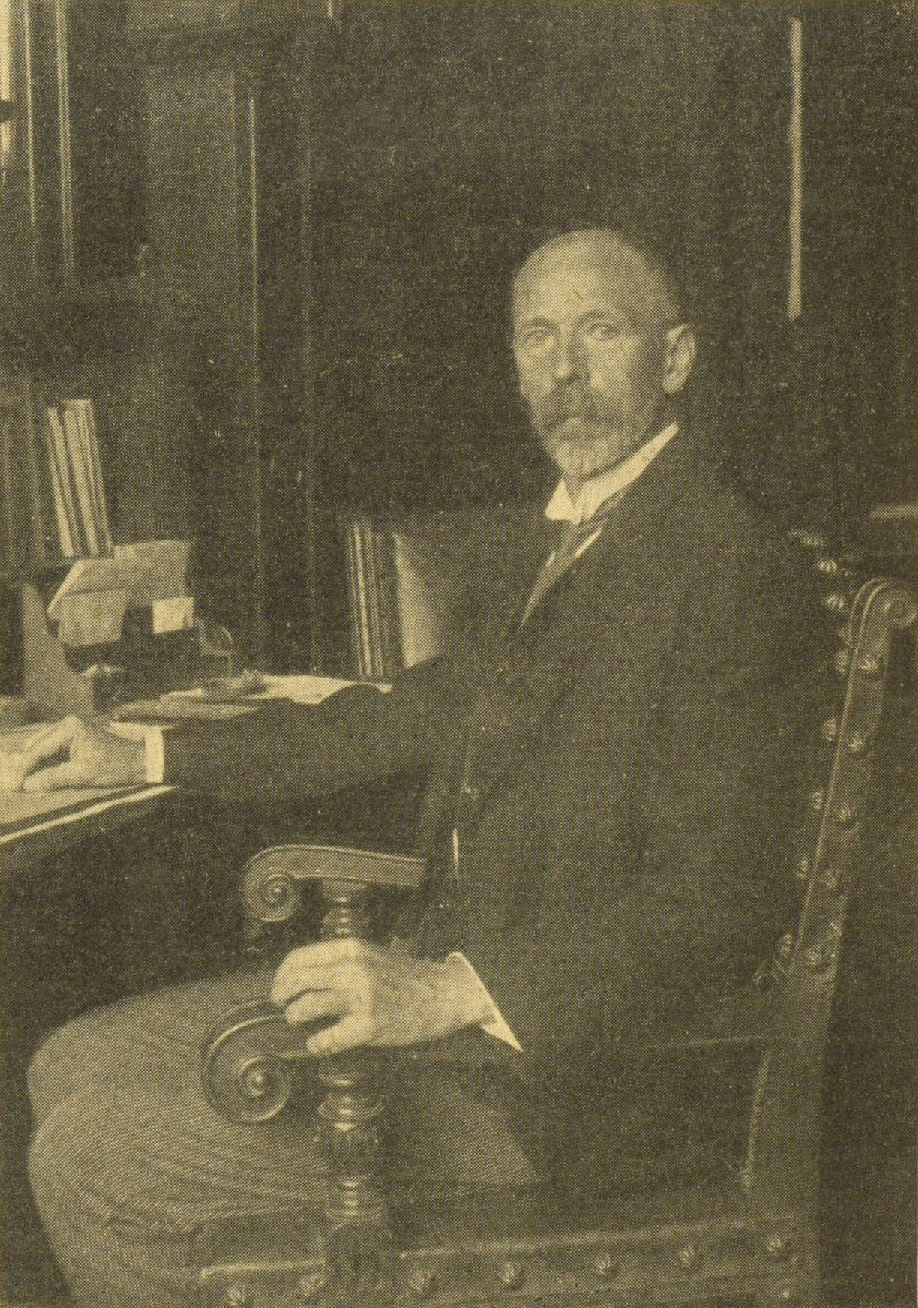
Karl Diener
(Photo von Isidor Harkányi, 1922)

## Leben
Karl Diener war der älteste Sohn des aus Stuttgart nach Wien gekommenen Blechwarenfabrikanten Carl Diener und dessen Ehefrau Marie, geborene Wechtl. Seine Geschwister waren Paul Hugo Diener (1865–1934), der als Geschäftsmann Karriere machte, sowie Bertha Diener (1874–1948), die als Bertha Eckstein-Diener unter dem Pseudonym Sir Galahad gesellschaftliche wie künstlerische Bedeutung erlangte. Die Familie wohnte im (1964 abgebrochenen) Diery-Schlössl, Wien-Landstraße, Marxergasse 24 (heute: ON 30), das auch Sitz des Unternehmens C. Diener & Comp. war. Ende der 1890er Jahre verlegte Karl, bereits Universitätsprofessor, seinen Wohnsitz von Marxergasse 24 nach Bartensteingasse 3, Wien-Innere Stadt.
Diener studierte Geologie und Paläontologie an der Universität Wien, wo er 1883 sub auspiciis Imperatoris zum Dr. phil. promoviert wurde. Ab dem Jahr 1885 machte er zahlreiche Forschungsreisen in Europa und Asien, aber auch nach Amerika (Rocky Mountains 1891). 1892 bereiste er im Auftrag der Akademie der Wissenschaften den Zentralhimalaya. Spätere Reisen führten ihn nach Spitzbergen, in den Ural, den Kaukasus, nach Sibirien, Hawaii und Kanada.
Diener habilitierte sich 1886 für Geographie und 1893 für Geologie. Er wurde 1903 außerordentlicher und 1906 ordentlicher Professor für Paläontologie an der Universität Wien. Dort war er 1919/20 Dekan und 1922/23 Rektor. 1909 wurde Diener korrespondierendes und 1913 wirkliches Mitglied der Österreichischen Akademie der Wissenschaften. Außerdem war er bei zahlreichen weiteren in- und ausländischen wissenschaftlichen Vereinigungen Mitglied, darunter bei der Leningrader Akademie der Wissenschaften.
Von seinem Vater im Alter von sieben Jahren in die Voralpen eingeführt, wurde Karl Diener auch als Bergsteiger bekannt. Als Mitglied des Österreichischen Alpenklubs absolvierte er unter anderem mit den Brüdern Otto und Emil Zsigmondy, Ludwig Purtscheller, Louis Philipp Friedmann, August Böhm von Böhmersheim sowie Hermann Eißler (1860–1953) zahlreiche führerlose Hochtouren und war 1887 bis 1903 dessen Präsident.
Nach seinem Tode wurde Dieners Leichnam im Krematorium eingeäschert und auf dem Evangelischen Friedhof Matzleinsdorf beigesetzt. 1932 wurde die Karl-Diener-Gasse in Wien-Favoriten nach ihm benannt.
Edward Timothy Tozer benannte das Dienerium nach ihm (über den Diener Creek auf Ellesmere Island).

## Bedeutung
Karl Diener galt als hervorragender Experte auf dem Gebiet der Geologie und Paläontologie. Sein Hauptarbeitsgebiet war die Erforschung der Alpen nach stratigraphischen, faunistischen und geologischen Gesichtspunkten. Zusammen mit Wilhelm Heinrich Waagen (1841–1900) schlug er 1895 die heute international definierte chronostratigraphische Stufe des Anisium vor. Mit Edmund Mojsisovics von Mojsvár und Waagen erarbeitete er eine Biostratigraphie der marinen Trias, basierend auf Ammoniten als Leitfossilien. Dabei widmeten sich Waagen und Diener besonders der unteren Trias. Seine Einteilung der Westalpen in geologisch fundierte Gebirgsgruppen, eine Erweiterung des Systems von August von Böhm (1887/1891), galt lange Zeit als Standardgliederung.
Weltanschaulich stand Diener den Theosophen nahe. Als Rektor der Universität Wien unterstützte er deutschnationale Forderungen der Studenten für einen Numerus clausus von 10 Prozent für jüdische Studierende und Lehrende. Bereits in seiner Antrittsrede formulierte er, „dass Rektor und Senat stets bestrebt und imstande sein werden, den deutschen Charakter und das wissenschaftliche Niveau unserer alma mater mit allen ihnen zu Gebote stehenden, gesetzlich zulässigen Mitteln aufrechtzuerhalten“. und schrieb in der Reichspost, „dass der wahre Krebsschaden unserer akademischen Verhältnisse in der geradezu erschreckenden Invasion rassen- und wesensfremder Elemente“ liege, „deren Kultur, Bildung und Moral tief unter jener der bodenständigen deutschen Studentenschaft stehen“. In seiner Amtszeit wurde in der Aula der Universität der (ab 1990) künstlerisch wie wissenschaftlich umstrittene Siegfriedskopf des Bildhauers Josef Müllner (1879–1968) aufgestellt.

## Schriften
- (Dissertation:) Das Zemmthal und seine Umrandung. Eine monographische Studie. Selbstverlag des Verfassers, Wien 1882 UBW.
- Die Struktur des Jordanquell[en]gebietes. Wien s. a. [1885], UBW.
- Libanon. Grundlinien der physischen Geographie und Geologie von Mittel-Syrien. Hölder, Wien 1886 – Volltext online.
- Anthracolithic fossils of Kashmir and Spiti. In: Palaeont. Indica Ser. 15, 1, pt. 2, 1899, S. 1–95
- Der Gebirgsbau der Westalpen. Tempsky/Freytag, Wien/Prag/Leipzig 1891 – Volltext online.
- mit W. H. Waagen, Edmund Mojsisovics von Mojsvár: Entwurf einer Gliederung der pelagischen Sedimente des Trias-Systems, Sitzungsberichte der Akademie der Wissenschaften Wien, Math.-Naturwiss. Klasse, Band 104, 1895, S. 1279–1302
- Ergebnisse einer geologischen Expedition in den Central-Himalaya von Johár, Hundes, und Painkhánda. Mit einer geologischen Karte, sieben Tafeln und 16 Textfiguren. Wien 1895 – Volltext online.
- Die triadische Cephalopoden-Fauna der Schiechling-Höhe bei Hallstatt. In: Beiträge zur Geologie und Paläontologie Österreich-Ungarns und des Orients, Band 13, Verlag Wilhelm Braumüller, Wien und Leipzig 1900, S. 1–42, Taf. I–III
- Zur Erinnerung an Albrechts von Krafft. Jahrbuch der Kaiserlich-Königlichen Geologischen Reichsanstalt, LI. Band (1901), Heft 2/1901, ZDB-ID 217948-9, Verlag der k.k. Geologischen Reichsanstalt, Wien 1902, S. 149–158  Volltext online.
- Mittheilungen über einige Cephalopodensuiten aus der Trias der Südalpen. In: Neues Jahrbuch für Mineralogie, Geologie und Palaeontologie. Herausgegeben von Max Bauer, Ernst Koken, Theodor Liebisch. Jahrgang 1901, Band 2. Nägele, Stuttgart 1901, S. 23 – 36, Tafel I ZDB-ID 123937-5 – Volltext online.
- Bau und Bild Österreichs. Tempsky (u. a.), Wien 1903
- —, Gustav von Arthaber: Excursion in die Dolomiten von Südtirol. (Seiser Alpe, Schlern, Ampezzaner Dolomiten). Wien 1903
- Nomadisierende Schubmassen in den Ostalpen. In: Centralblatt für Mineralogie, Geologie und Paläontologie. Herausgegeben von Max Bauer, Ernst Koken, Theodor Liebisch. Jahrgang 1904, Nägele, Stuttgart 1904, S. 161–181 ISSN 0372-9338 – Volltext online.
- Paläontologie und Abstammungslehre. Göschen, Leipzig 1910
- Lebensweise und Verbreitung der Ammoniten. In: Neues Jahrbuch für Mineralogie, Geologie und Paläontologie, Jahrgang 1912, II. Band, Stuttgart 1912, S. 67–89.
- Fossilium Catalogus I: Animalia. Cephalopoda triadica. W. Junk, Berlin 1915
- Untersuchungen über die Wohnkammerlänge als Grundlage einer natürlichen Systematik der Ammoniten. In: Sitzungsberichte Kaiserliche Akademie der Wissenschaften in Wien. Mathematische-naturwissenschaftliche Klasse, Abt. I, Bd. 125, Heft 5–6, Wien 1916, S. 253–309.
- Die obertriadische Ammonitenfauna der neusibirischen Insel Kotelny. In: Sitzungsberichte Kaiserliche Akademie der Wissenschaften in Wien, Mathematische-naturwissenschaftliche Klasse, Abt.I, Bd. 125, Heft 7–8, Wien 1916, S. 439–463, 1 Tafel
- Nachträge zur Dibranchiatenfauna der Hallstätter Kalke. In: Jahrbuch der kaiserlich-königlichen geologischen Reichsanstalt, Band LXVIII 1918, Heft 3–4, Verlag der k. k. Geologischen Reichsanstalt, in Commission bei R. Lechner (W. Müller), Wien 1919, S. 475–492, Taf. XIX
- Fossilium Catalogus I: Animalia. Lamellibranchiata Triadica. W. Junk, Berlin 1923
- Wien, sein Boden und seine Geschichte. Vorträge (etc.). Wien 1924
- Grundzüge der Biostratigraphie. Deuticke, Wien 1925
- Die Fossilienlagerstätten in den Hallstätter Kalken des Salzkammergutes. Hölder-Pichler-Tempsky, Wien 1926.
- Von Bergen, Sonnen- und Nebelländern. Erlebnisse in europäischen und außereuropäischen Hochgebirgen. Bergverlag Rother, München 1929